# Peter Rauchfuß

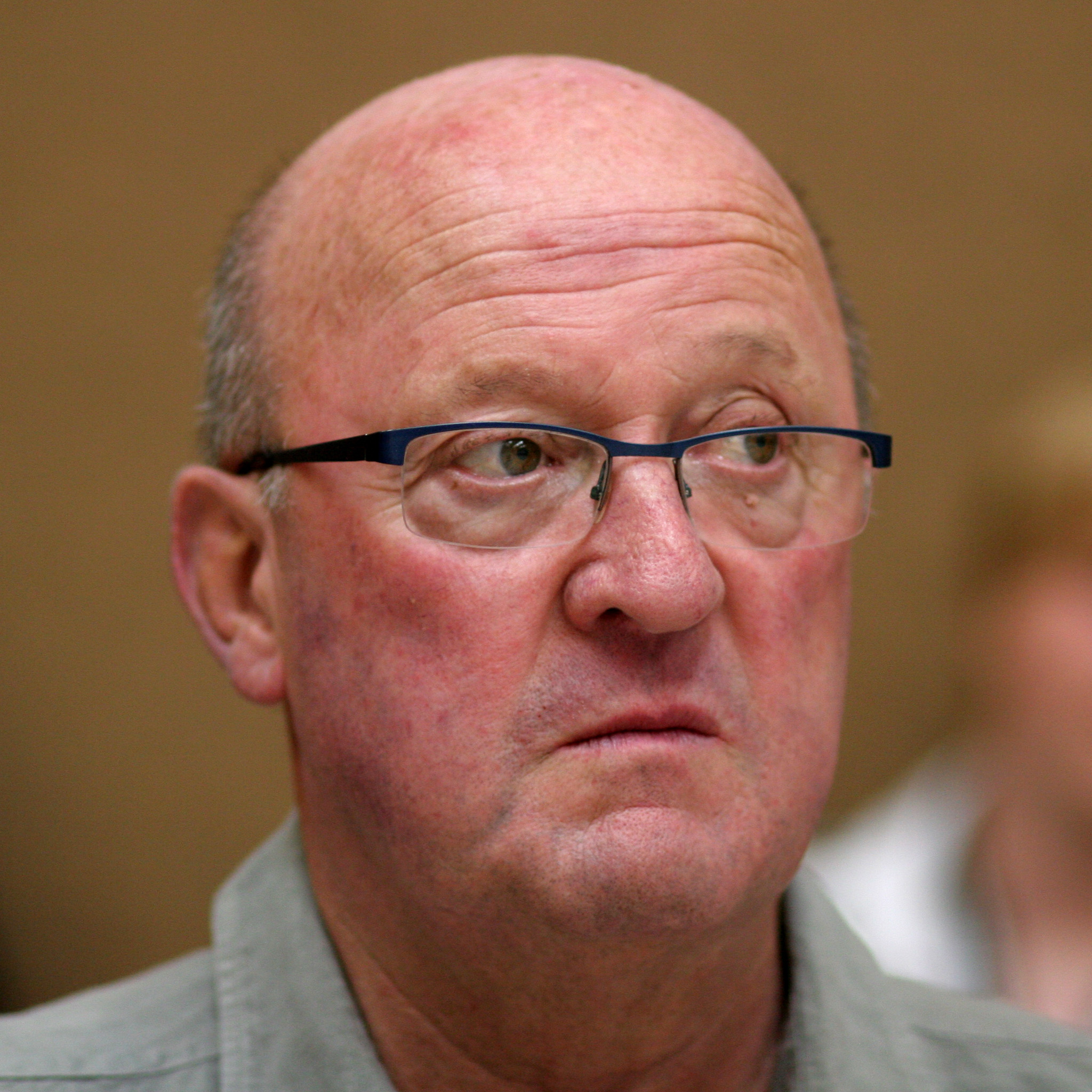
Peter Rauchfuß am 14. August 2010 beim Schlecker Cup

Peter Rauchfuß (* 25. Oktober 1944; † 16. Juli 2016 in Chemnitz) war ein deutscher Handballschiedsrichter und bis zu seinem Tod Schiedsrichterwart beim Deutschen Handballbund.
In seiner Zeit als aktiver Schiedsrichter nahm Rauchfuß für die DDR an vier Olympischen Spielen (Montreal bis Seoul), fünf Weltmeisterschaften und zahlreichen Europameisterschaften teil. Insgesamt pfiff er mit seinen Gespannpartnern Herbert Hensel und Rudolf Buchda 326 Länderspiele und knapp 100 Europacupspiele. Bei letzteren pfiff er neun Finalbegegnungen. Höhepunkt der aktiven Schiedsrichterkarriere war 1988 das olympische Finale der Frauen in Seoul, das er mit seinem Gespannpartner Rudolf Buchta leitete.
1990 hängte Peter Rauchfuß die Pfeife an den Nagel, baute gemeinsam mit seinen Mitstreitern den DDR-Oberligisten BSG Wismut Aue zu einem wettbewerbsfähigen Profihandballverein um und hob die Handballbundesligavereinigung (HBL) mit aus der Taufe. Als der Deutsche Handballbund 2002 einen Nachfolger für Bundesschiedsrichterwart Willi Hackl suchte, wollte Peter Rauchfuß eigentlich nur für drei Monate aushelfen – daraus wurden schließlich mehr als 13 Jahre an der Spitze der DHB-Schiedsrichter.
Beruflich arbeitete der in Chemnitz lebende Rauchfuß als PR- und Eventmanager in einer Brauerei.
Peter Rauchfuß starb am 16. Juli 2016 nach langer, schwerer Krankheit.